# Kenny Johnson
Kenneth "Kenny" Johnson (New Haven, Connecticut, 13 de julho de 1963) é um ator estadunidense mais conhecido por seus papéis como detetive Curtis Lemansky no drama policial The Shield, como detetive "Ham" Dewey na série de televisão Saving Grace, e também está em Bates Motel interpretando o Caleb Calhoun. 
Após o término das gravações de Bates Motel, Kenny foi convidado para participar do Drama Pilot do filme S.W.A.T, a série com o mesmo nome, vai ao ar no dia 02 de novembro de 2017 pela rede Americana CBS.
Johnson é casado com Cathleen Oveson desde 2005 e eles têm uma filha. 

## Filmografia

### Filmes
| Ano  | Título                                                 |
| ---- | ------------------------------------------------------ |
| 1990 | The Forbidden Dance                                    |
| 1990 | Mirage                                                 |
| 1995 | Bushwhacked                                            |
| 1998 | Major League: Back to the Minors                       |
| 1998 | Blade                                                  |
| 2001 | Under Heavy Fire                                       |
| 2006 | Desolation Canyon                                      |
| 2006 | Zzyzx                                                  |
| 2007 | The Ungodly                                            |
| 2008 | I Heard the Mermaids Singing                           |
| 2011 | Few Options                                            |
| 2013 | Timmy Muldoon and the Search for the Shadoweyes Bandit |
| 2015 | Solace                                                 |
| 2015 | Blue                                                   |
| 2016 | Run the Tide                                           |
| 2017 | Check Point                                            |

### Televisão
| Ano       | Título                            | Notas                                                   |
| --------- | --------------------------------- | ------------------------------------------------------- |
| 1992      | Red Shoe Diaries                  | 2 episódios                                             |
| 1993      | The Webbers                       |                                                         |
| 1993      | Family Matters                    | Episódio: "Walk on the Wild Side"                       |
| 1994      | Grace Under Fire                  | Episódio: "June 15, 1997"                               |
| 1994      | Something Wilder                  | Episódio: "Love Native American Style"                  |
| 1996      | Pacific Blue                      | Episódio: "Over the Edge"                               |
| 1996      | Caroline in the City              | Episódio: "Caroline and the Ex-Wife"                    |
| 1996      | The Big Easy                      | Episódio: "Stodermayer"                                 |
| 1996      | Sliders                           | Episódio: "The Dream Masters"                           |
| 1996      | The Burning Zone                  | Episódio: "Blood Covenant"                              |
| 1997      | Sins of the Mind                  | Piloto                                                  |
| 1999      | Just Shoot Me                     | Episódio: "The Odd Couple (Part 2)"                     |
| 1999      | Ryan Caulfield: Year One          | Episódio: "A Night at the Gashole"                      |
| 1998–2000 | Pensacola: Wings of Gold          | Main cast (season 2), 27 episódios                      |
| 2001      | The Huntress                      | 2 episódios                                             |
| 2001      | 18 Wheels of Justice              | Episódio: "Crossing the Line"                           |
| 2002–2006 | The Shield                        | 66 episódios                                            |
| 2002      | One on One                        | Episódio: "The Way You Make Me Feel"                    |
| 2003      | Boomtown                          | Episódio: "Haystack"                                    |
| 2005      | Smallville                        | Episódio: "Mortal"                                      |
| 2006      | Desolation Canyon                 | Television film                                         |
| 2006      | CSI: Crime Scene Investigation    | Episódio: "Time of Your Death"                          |
| 2006      | Aquaman                           | Piloto não vendido                                      |
| 2006      | Cold Case                         | 5 episódios                                             |
| 2007–2010 | Saving Grace                      | 46 episódios                                            |
| 2009–2011 | Sons of Anarchy                   | 12 episódios                                            |
| 2010      | NCIS: Los Angeles                 | Episódio: "Past Lives"                                  |
| 2010      | Lie to Me                         | Episódio: "Pied Piper"                                  |
| 2011–2012 | Prime Suspect                     | 13 episódios                                            |
| 2011      | Law & Order: Special Victims Unit | Episódio: "Dirty"                                       |
| 2011      | The Protector                     | Episódio: "Help"                                        |
| 2012      | The Mentalist                     | Episódio: "So Long, and Thanks for All the Red Snapper" |
| 2012      | Burn Notice                       | 3 episódios                                             |
| 2013      | Dexter                            | 3 episódios                                             |
| 2014–2017 | Bates Motel                       | 18 episódios                                            |
| 2014      | Castle                            | Episódio: "In the Belly of the Beast"                   |
| 2014      | Motive                            | Episódio: "For You I Die"                               |
| 2014–2015 | Chicago Fire                      | 7 episódios                                             |
| 2014      | Covert Affairs                    | 3 episódios                                             |
| 2016      | Secrets and Lies                  | 10 episódios                                            |
| 2017–2024 | S.W.A.T.                          | 112 episódios                                           |
| 2021      | Mayor of Kingstown                | 3 episódios                                             |